# Lekbrug bij Vianen (1936)

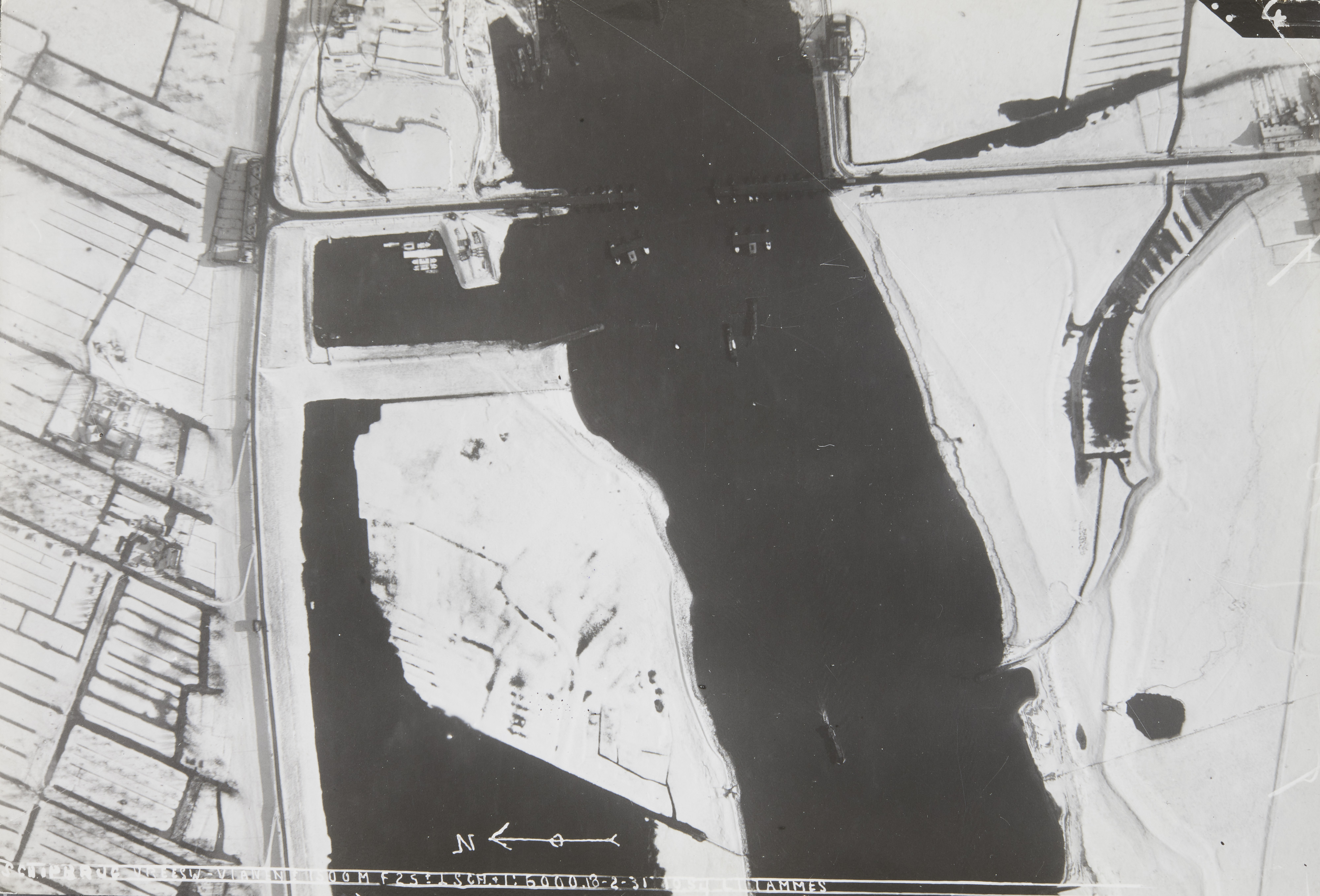
Luchtfoto van de voormalige schipbrug in februari 1931

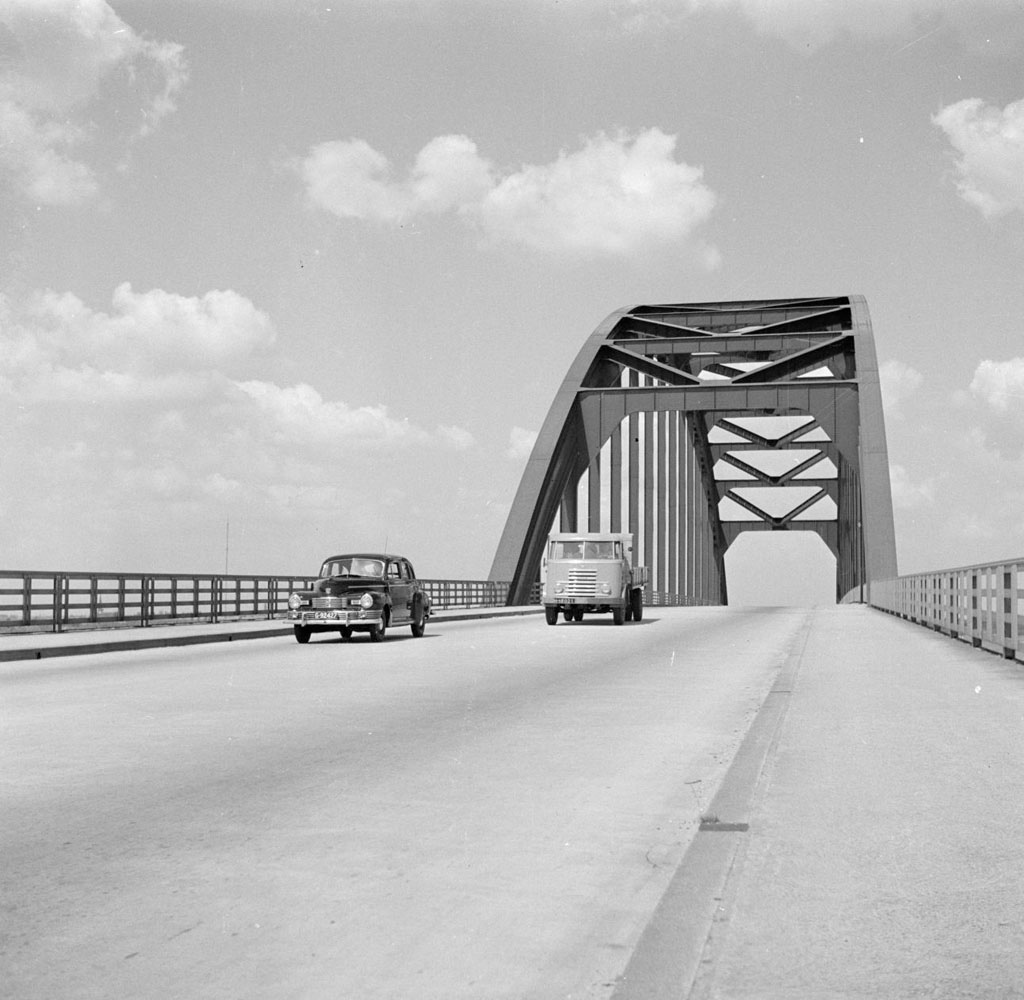
De brug in 1952

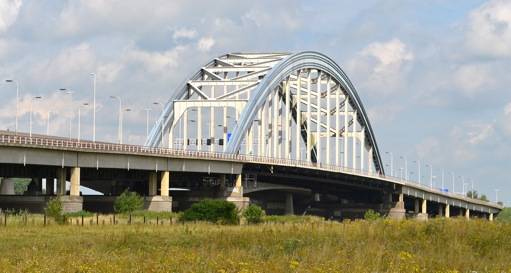
De inmiddels afgesloten brug in 2015

De oude Lekbrug bij Vianen was een voormalige boogbrug over de Lek bij Vianen bij Rijnkilometer 951,700. Deze werd op 26 mei 1936 geopend en was tot 2003 onderdeel van de Rijksweg A2. Sinds de opening van de naastliggende tweede Jan Blankenbrug in 2004 is de boogbrug afgesloten voor al het verkeer. Na een aantal pogingen ter behoud werd de oude brug in 2021 definitief verwijderd.

## Geschiedenis
De Viaanse oversteek is al eeuwenlang de belangrijkste plaats in het midden van het land waar de Lek kon worden overgestoken. In de 18e eeuw lagen hier drie verschillende veerponten naast elkaar, een Viaanse-, een Vreeswijkse- en een Rijksveerpont. Tijdens grote troepenverplaatsingen vanwege de Napoleontische Zesde Coalitieoorlog werd hier in 1813-14 een schipbrug gelegd. Koning Willem I gaf in 1827 aan Jean-Baptiste Joseph Vifquain de opdracht voor een ontwerp van een vaste kettingbrug. Deze bleek te duur en werd om die reden niet gerealiseerd. In 1840 werd zodoende opnieuw een schipbrug tussen Vreeswijk en Vianen aangelegd, en deze is gedurende bijna een eeuw in gebruik geweest. In die tijd is hij wel meerdere malen vernieuwd.
Door het groeiende aantal auto's in het begin van de 20e eeuw was het noodzakelijk om een goed wegennet voor het autoverkeer te realiseren. In 1927 werd het Rijkswegenplan 1927 door de Tweede Kamer aangenomen. Dit plan gaf per provincie gedetailleerde informatie over verbeteringen van bestaande wegen en aanleg van nieuwe tracés. Een apart onderdeel van het Rijkswegenplan 1927 vormde de bouw van een groep van uiteindelijk twaalf bruggen die voor snelle en veilige passage over de grote rivieren moesten zorgen. De brug was in 1936 de zesde die in dat kader werd geopend.
Tijdens de Tweede Wereldoorlog heeft de boogbrug constante bewaking gekend. Aan de noordzijde was een versperring van 2 meter dikke betonnen muren opgericht en aan de zuidzijde stonden barakken voor de manschappen. De brug werd op 5 januari 1945 tijdens een bombardement door de geallieerden verwoest. Eerdere pogingen op 1 en 4 januari waren niet gelukt. Na de vernielingen kwam de oude schipbrug tijdelijk terug. Eind 1948 werd de brug in dezelfde constructie hersteld door Werkspoor Utrecht, ook De Vries Robbé uit Gorinchem en de Pletterij uit Utrecht werkten mee aan dit project. Op 23 december 1948 werd de brug opnieuw voor het wegverkeer opengesteld.
Op 21 november 2021 is de brug verwijderd, nadat bij een eerdere poging een kabel van een van de pontons waarop de brug moest komen, beschadigd raakte. De boogbrug zou later in stukken worden gezaagd.

## De bouw
Het bouwen van de grote rivierbruggen was een bijzonder Nederlands project waar Rijkswaterstaat in 1928 een 'Bruggenbureau' voor oprichtte en waarover ir. Willem Harmsen leiding kreeg. Allereerst moesten diverse nieuwe bouwvoorschriften worden opgesteld om vervolgens de situaties ter plaatse te beoordelen. Verantwoorde inpassing in de omgeving alsmede innovatie in de bouwconstructies waren belangrijke uitgangspunten. Het Bruggenbureau is na meerdere reorganisaties (Directie Bruggen, Bouwdienst Rijkswaterstaat) geëvolueerd tot de tegenwoordige dienst 'Rijkswaterstaat Grote Projecten en Onderhoud'. Ir. Harmsen schonk extra veel aandacht aan de esthetiek van de Viaanse brug. 
Als enige in zijn soort werd deze brug reeds tijdens de bouw voorzien van mitrailleurkazematten in de rivierpijlers. Deze worden thans als onderdeel van de Nieuwe Hollandse Waterlinie beschermd.
In 1967 zijn buiten de bogen extra rijstroken aangebracht waardoor de totale breedte nu 25 meter is.

## Technische gegevens
- De stalen overbrugging met een totale lengte van 500 meter bestaat uit een middenbrug en twee aanbruggen. De middenbrug (160 meter) boven de rivier is uitgevoerd als volwandige dubbele boogconstructie met trekstang waaraan een betonnen wegdek hangt. Boven de uiterwaarden liggen aan weerszijden vier volwandige stalen liggers (42,6 meter) met hooggelegen betonnen wegdek.
- Elk van de vier boogdelen weegt 200 ton.
- De doorvaarthoogte werd bepaald op ruim 9 meter boven de hoogste rivierstand.
- De breedte tussen beide bogen is 16 meter. De totale breedte met de later aangebouwde rijstroken is nu 25 meter.
- De totale overspanning is een geklonken constructie. Hoewel in de jaren 30 het lassen in opkomst was heeft men wegens gebrek aan ervaring afgezien van deze verbindingstechniek.
- De middenbrug werd gebouwd door de Koninklijke Maatschappij De Schelde, (Damen Schelde Naval Shipbuilding) te Vlissingen. De aanbruggen werden door de Nederlandse Dok Maatschappij te Amsterdam vervaardigd.
- In de rivierpijlers bevinden zich mitrailleurkazematten.

## Ontwerp
- Het fraaie rivierenlandschap bij Vianen (o.a. door de symmetrie van de uiterwaarden) was aanleiding voor ir. Harmsen om de 'inpassing' extra accent te geven en de boogconstructie te innoveren.
- Voor het eerst in de historie werd een grote boog niet uit vakwerk opgebouwd, maar uit plaatstaal geconstrueerd. Harmsen vond de vele staven in een vakwerk hier te druk en koos voor een vormgeving waar techniek en architectuur elkaar aanvulden.
- Architect ir. A. van der Steur onderzocht de werking van verjonging (verkleinen van de diameter) in de plaatstalen bogen. Vanwege het verheffende effect in het brugbeeld werd er uiteindelijk gekozen voor 'verjonging in de uiteinden van de bogen' en niet voor 'verjonging boven in de bogen'.
- Vanwege onvoldoende ervaring met het bouwen van grote plaatstalen constructies werden aan de buitenkant van de bogen plooiverstijvingen geklonken. Deze bleken achteraf niet noodzakelijk maar bepaalden wel het uiterlijk.
- Door de rijstroken binnen de bogen te situeren bleef de 'geboorte van de boog' (samenspel tussen oplegging, trekstang en boog) fraai in het zicht.
- De hoge portalen, de rustig ogende dwarsverbanden alsmede de fraaie werking van de plaatstalen boogconstructie werden in de literatuur vergeleken met de "Parijsche Triomfpoort" en omschreven als "een hooger huivende stalen regenboog".

## Besluiten
- Begin jaren '60 ontstonden bij de smalle boogbrug steeds vaker files. In 1967 werden daarom buiten de bogen rijstroken voor langzaamverkeer aangebracht zodat binnen de bogen het snelverkeer kon uitbreiden naar 2x2 rijstroken.
- Ondanks deze aanpassing groeide het aantal files. In 1967 werd het tracé Lexmond-Lunetten vastgesteld en op 24 juni 1981 werd ten oosten van Vianen de nieuwe Hagesteinsebrug in Rijksweg 27 geopend, mede bedoeld om de bestaande Lekbrug te ontlasten.
- Eind jaren '80 groeide het fileleed opnieuw en in 1989 viel de beslissing voor de bouw van een nieuwe brug. Architectenbureau Zwarts & Jansma ontwierp een betonnen uitbouwbrug gebaseerd op samenhang met de boogbrug. De nieuwe brug werd in 1999 geopend en kreeg na een lezersoproep in het Utrechts Nieuwsblad de naam Jan Blankenbrug.
- Verdere uitbreiding van de A2 op de boogbrug was niet mogelijk. De breedte tussen de bogen van de boogbrug was maar 16 meter, net voldoende voor vier rijstroken zonder vluchtstrook. Daarbij kwam het ongemak en de verkeershinder voor het snelverkeer bij onderhoud van de brug. In 1997 viel de beslissing voor een tweede nieuwe betonnen uitbouwbrug, identiek aan de eerste, en sloop van de oude boogbrug.
- In de financiële berekeningen en afwegingen (vier verschillende variaties) werd ook een derde nieuwe brug voor langzaamverkeer meegewogen. Deze langzaamverkeersbrug zou na de uitbreiding van de A2 in 2010 noodzakelijk zijn en op de oude pijlers van de boogbrug worden gebouwd. Over deze brug werd echter geen besluit genomen.
- Ingevolge nieuwe regelgeving voor de bouw van snelwegen (Nieuwe Ontwerprichtlijnen Autosnelwegen NOA 2007) kon de noodzakelijke linker vluchtstrook vervallen. Besloten werd om deze stroken aan de recherzijde (buitenzijden van de Jan Blankenbrug) te situeren zodat deze gebruikt konden worden voor het langzaamverkeer. Een nieuwe brug voor langzaamverkeer was hierdoor niet noodzakelijk.
- Na de uitbreiding van de A2 in 2010 werden de rijstroken voor het langzaamverkeer echter smaller en onveiliger. Over het besluit om over de Jan Blankenbrug ook langzaamverkeer te leiden werd door meerdere organisaties getwijfeld.
- In 1999 deed Stichting Boogbrug Vianen een verzoek tot aanwijzing tot Rijksmonument voor de boogbrug en in 2005 een verzoek tot aanwijzing tot Monumentencomplex van het 'Complex van de 12 bruggen van het Rijkswegenplan 1927'. De minister van OCW besloot beide verzoeken af te wijzen. Hierop volgde beroep en hoger beroep met uitspraak 'ongegrond'.
- In 2010 deed Stichting Boogbrug Vianen een verzoek tot aanwijzing gemeentelijk monument bij de gemeenten Vianen en Nieuwegein. Beide gemeenten besloten het verzoek af te wijzen. Hierop volgde beroep en hoger beroep met uitspraak 'ongegrond'.
- Diverse plannen voor herbestemming werden afgewezen. Rijkswaterstaat blijft bij haar sloopbesluit uit 1997.

## Trivia
- Op 21 juni 2015 heeft de organisatie Europese Straße des Friedens de boogbrug als vredesbrug aangewezen en deze opgenomen in de 5.500 km. lange beeldenroute waar de organisatie sinds 1979 aan werkt. Op deze Europese  beeldenroute staan inmiddels ± 500 kunstwerken, beelden die ontworpen zijn met het leidmotief Europese Vrede. Lekbrug Vianen is het eerste infrastructurele kunstwerk dat in de route is opgenomen en was op moment van toekenning de achtste grote vredesbrug in de wereld. De toekenning van de status is met name gebaseerd op de unieke kazematten in de rivierpijlers en de vernielingen in de Tweede Wereldoorlog. De brug heeft volgens de organisatie belangrijke symbolische waarden voor de Europese Vrede.